# واکنش ویتیگ
واکنش ویتیگ (به انگلیسی: Wittig reaction) یک واکنش شیمیایی است که طی آن یک آلدهید یا کتون با واکنش‌گر ویتینگ واکنش داده و تولید آلکن و تری‌فنیل‌فسفین اکسید می‌کند. این واکنش در سال ۱۹۵۴ توسط شیمیدان آلمانی، جورج ویتیگ کشف شد. این واکنش در شیمی آلی برای تولید آلکن‌ها به کار می‌رود.